# Agência de Notícias Estudantil Iraniana

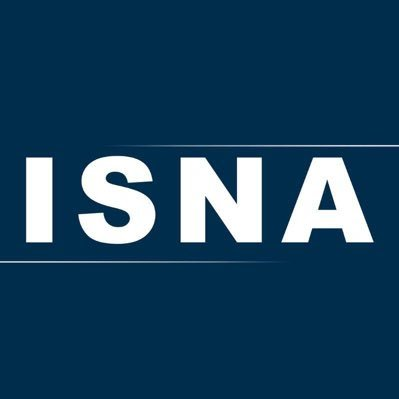
logo ISNA

A Agência de Notícias dos Estudantes Iranianos (inglês: Iranian Students News Agency) (ISNA) é uma agência de notícias dirigida por estudantes universitários iranianos. É freqüentemente considerado pela mídia ocidental como uma das organizações de mídia mais independentes e moderadas do Irã.